# Saint-Apollinaire-de-Rias
Saint-Apollinaire-de-Rias település Franciaországban, Ardèche megyében. Lakosainak száma 199 fő (2022. január 1.). Saint-Apollinaire-de-Rias Saint-Basile, Saint-Jean-Chambre, Silhac és Vernoux-en-Vivarais községekkel határos.

## Népesség
A település népessége az elmúlt években az alábbi módon változott:
| Lakosok száma | 178  | 132  | 128  | 151  | 187  | 193  | 201  | 206  | 206  | 199  |
|               | 1968 | 1982 | 1990 | 2006 | 2013 | 2015 | 2017 | 2019 | 2020 | 2022 |